# Guglielmo di Schaumburg-Lippe (1834-1906)

Stemma dei Principi di Schaumburg-Lippe

Guglielmo di Schaumburg-Lippe (tedesco: Prinz zu Wilhelm Karl agosto Schaumburg-Lippe; Bückeburg, 12 dicembre 1834 – 4 aprile 1906) era principe di Schaumburg-Lippe e membro della Casa di Lippe.

## Biografia

### I primi anni
Guglielmo nacque a Bückeburg, settimo figlio e terzo figlio maschio di Giorgio Guglielmo, principe di Schaumburg-Lippe (1784-1860) e di sua moglie, la Principessa Ida di Waldeck e Pyrmont (1796-1869).
Dal 1854 al 1856 frequentò l'Università di Bonn e nel 1859 si arruolò nell'esercito austriaco. Si dimise nel 1861 come capitano, al fine di assumere la gestione dei suoi beni.
Nel 1866 Guglielmo partecipò alla guerra austro-prussiana dalla parte nell'esercito austriaco e venne promosso a Maggiore e si è aggiudicato la Croce al Merito Militare. Nel 1875 è stato insignito dell'Ordine della Corona Ferrea. Nel 1876 venne promosso a tenente colonnello promosso. Nel 1899 si è aggiudicata la Croce dell'Ordine di Leopoldo, e nel 1901 fu promosso a generale di cavalleria.

### Matrimonio
Sposò il 30 maggio 1862, a Dessau, la principessa Batilde di Anhalt-Dessau (1837-1902), figlia del principe Federico Augusto di Anhalt-Dessau e di sua moglie Maria Luisa Carlotta d'Assia-Kassel.
Ebbero nove figli:
- Carlotta di Schaumburg-Lippe (10 ottobre 1864 - 16 luglio 1946), sposò nel 1886 Guglielmo II di Württemberg, non ebbero figli.
- Francesco Giuseppe di Schaumburg-Lippe (8 ottobre 1865 - 4 settembre 1881).
- Federico di Schaumburg-Lippe (30 gennaio 1868 - 12 dicembre 1945), sposò nel 1896 la principessa Luisa di Danimarca, ebbero figli.
- Alberto di Schaumburg-Lippe (24 ottobre 1869 - 25 dicembre 1942), sposata nel 1897 la duchessa Elsa di Württemberg, figlia di Eugenio di Württemberg (1846 - 1877), ebbero figli.
- Massimiliano di Schaumburg-Lippe (13 marzo 1871 - 1º aprile 1904), sposò nel 1898 la duchessa Olga di Württemberg, figlia di Eugenio di Württemberg (1846 - 1877), ebbero figli.
- Batilde di Schaumburg-Lippe (21 maggio 1873 - 6 aprile 1962), sposò nel 1895 Federico, principe di Waldeck e Pyrmont, ebbero figli.
- Adelaide di Schaumburg-Lippe (22 settembre 1875 - 27 gennaio 1971), sposò nel 1898 a Ernesto II, duca di Sassonia-Altenburg, ebbero figli, divorziarono nel 1920.
- Alessandra di Schaumburg-Lippe (9 giugno 1879 - 5 gennaio 1949).

La coppia si trasferì nel castello di Náchod e, dopo la ristrutturazione, nel castello Ratiborschitz. Il matrimonio fu armonioso.
Il principe Guglielmo mostrò interesse per tutte le questioni della vita pubblica.
Sotto il suo regno si ebbe un miglioramento dell'allevamento, vennero effettuate delle bonifiche agrarie e si utilizzarono fertilizzanti artificiali. Fu insegnato dal governo francese, in merito dei suoi servizi, nel 1888 dall'Ordre du Merite Agricole, il primo ordine al Merito per l'agricoltura.

### Morte
Dopo la morte di sua moglie, nel 1902, e suo figlio più giovane Massimiliano, 1904, il principe Guglielmo morì poche ore dopo di sua figlia la principessa Luisa, il 4 aprile 1906 al Castello Ratiborschitz. Il suo funerale, con gli onori militari, ebbe luogo il 9 aprile, fu sepolto a Náchod accanto a sua moglie. Furono presenti, oltre alla coppia reale di Württemberg e altri parenti delle case principesche, i rappresentanti dell'Imperatore Francesco Giuseppe I e del re di Danimarca. Al momento della calata della bara fu cantato prima l'inno imperiale austriaca e poi l'inno tedesco.

## Ascendenza
|                                       |                                             |                                                      | Genitori                                  |  |  | Nonni |  |  | Bisnonni                              |  |  | Trisnonni                              |  |
|                                       |                                             |                                                      |                                           |  |  |       |  |  | Federico Ernesto di Lippe-Alverdissen |  |  | Filippo Ernesto I di Lippe-Alverdissen |  |
|                                       |                                             |                                                      |                                           |  |  |       |  |  | Federico Ernesto di Lippe-Alverdissen |  |  | Filippo Ernesto I di Lippe-Alverdissen |  |
|                                       |                                             | Dorotea Amalia di Schleswig-Holstein-Sonderburg-Beck |                                           |  |  |       |  |  | Federico Ernesto di Lippe-Alverdissen |  |  |                                        |  |
| Filippo II di Schaumburg-Lippe        |                                             |                                                      |                                           |  |  |       |  |  | Federico Ernesto di Lippe-Alverdissen |  |  |                                        |  |
|                                       |                                             | Elisabetta Filippina di Friesenhausen                | …                                         |  |  |       |  |  |                                       |  |  |                                        |  |
|                                       |                                             | Elisabetta Filippina di Friesenhausen                | …                                         |  |  |       |  |  |                                       |  |  |                                        |  |
|                                       |                                             | Elisabetta Filippina di Friesenhausen                | …                                         |  |  |       |  |  |                                       |  |  |                                        |  |
| Giorgio Guglielmo di Schaumburg-Lippe |                                             | Elisabetta Filippina di Friesenhausen                |                                           |  |  |       |  |  |                                       |  |  |                                        |  |
|                                       |                                             | Guglielmo d'Assia-Philippsthal                       | Carlo I d'Assia-Philippsthal              |  |  |       |  |  |                                       |  |  |                                        |  |
|                                       |                                             | Guglielmo d'Assia-Philippsthal                       | Carlo I d'Assia-Philippsthal              |  |  |       |  |  |                                       |  |  |                                        |  |
|                                       |                                             | Guglielmo d'Assia-Philippsthal                       | Caterina Cristina di Sassonia-Eisenach    |  |  |       |  |  |                                       |  |  |                                        |  |
| Giuliana d'Assia-Philippsthal         |                                             | Guglielmo d'Assia-Philippsthal                       |                                           |  |  |       |  |  |                                       |  |  |                                        |  |
|                                       |                                             | Ulrica Eleonora d'Assia-Philippsthal-Barchfeld       | Guglielmo d'Assia-Philippsthal-Barchfeld  |  |  |       |  |  |                                       |  |  |                                        |  |
|                                       |                                             | Ulrica Eleonora d'Assia-Philippsthal-Barchfeld       | Guglielmo d'Assia-Philippsthal-Barchfeld  |  |  |       |  |  |                                       |  |  |                                        |  |
|                                       |                                             | Ulrica Eleonora d'Assia-Philippsthal-Barchfeld       | Carlotta Guglielmina di Anhalt-Zeitz-Hoym |  |  |       |  |  |                                       |  |  |                                        |  |
| Guglielmo di Schaumburg-Lippe         |                                             | Ulrica Eleonora d'Assia-Philippsthal-Barchfeld       |                                           |  |  |       |  |  |                                       |  |  |                                        |  |
|                                       | Carlo Augusto Federico di Waldeck e Pyrmont | Federico Antonio Ulrico di Waldeck e Pyrmont         |                                           |  |  |       |  |  |                                       |  |  |                                        |  |
|                                       | Carlo Augusto Federico di Waldeck e Pyrmont | Federico Antonio Ulrico di Waldeck e Pyrmont         |                                           |  |  |       |  |  |                                       |  |  |                                        |  |
|                                       | Carlo Augusto Federico di Waldeck e Pyrmont | Luisa di Birkenfeld-Bischweiler                      |                                           |  |  |       |  |  |                                       |  |  |                                        |  |
| Giorgio I di Waldeck e Pyrmont        | Carlo Augusto Federico di Waldeck e Pyrmont |                                                      |                                           |  |  |       |  |  |                                       |  |  |                                        |  |
|                                       |                                             | Cristiana Enrichetta del Palatinato-Zweibrücken      | Cristiano III del Palatinato-Zweibrücken  |  |  |       |  |  |                                       |  |  |                                        |  |
|                                       |                                             | Cristiana Enrichetta del Palatinato-Zweibrücken      | Cristiano III del Palatinato-Zweibrücken  |  |  |       |  |  |                                       |  |  |                                        |  |
|                                       |                                             | Cristiana Enrichetta del Palatinato-Zweibrücken      | Carolina di Nassau-Saarbrücken            |  |  |       |  |  |                                       |  |  |                                        |  |
| Ida di Waldeck e Pyrmont              |                                             | Cristiana Enrichetta del Palatinato-Zweibrücken      |                                           |  |  |       |  |  |                                       |  |  |                                        |  |
|                                       |                                             | Cristiano Günther III di Schwarzburg-Sondershausen   | Augusto I di Schwarzburg-Sondershausen    |  |  |       |  |  |                                       |  |  |                                        |  |
|                                       |                                             | Cristiano Günther III di Schwarzburg-Sondershausen   | Augusto I di Schwarzburg-Sondershausen    |  |  |       |  |  |                                       |  |  |                                        |  |
|                                       |                                             | Cristiano Günther III di Schwarzburg-Sondershausen   | Carlotta Sofia di Anhalt-Bernburg         |  |  |       |  |  |                                       |  |  |                                        |  |
| Augusta di Schwarzburg-Sondershausen  |                                             | Cristiano Günther III di Schwarzburg-Sondershausen   |                                           |  |  |       |  |  |                                       |  |  |                                        |  |
|                                       |                                             | Carlotta Guglielmina di Anhalt-Bernburg              | Vittorio Federico di Anhalt-Bernburg      |  |  |       |  |  |                                       |  |  |                                        |  |
|                                       |                                             | Carlotta Guglielmina di Anhalt-Bernburg              | Vittorio Federico di Anhalt-Bernburg      |  |  |       |  |  |                                       |  |  |                                        |  |
|                                       |                                             | Carlotta Guglielmina di Anhalt-Bernburg              | Albertina di Brandeburgo-Schwedt          |  |  |       |  |  |                                       |  |  |                                        |  |
|                                       |                                             | Carlotta Guglielmina di Anhalt-Bernburg              |                                           |  |  |       |  |  |                                       |  |  |                                        |  |